# Ley de Control de Presupuestos de 2011 (EEUU)
La Ley de Control Presupuestario de 2011 (en inglés Budget Control Act of 2011 ) ( Pub. L.  112-25) es una norma legal de Estados Unidos promulgado en el 112° Congreso de los Estados Unidos, firmada por el Presidente de los Estados Unidos Barack Obama el 2 de agosto de 2011. La Ley puso fin a la crisis del techo de la deuda de Estados Unidos de 2011. 
La ley implica la introducción de varios mecanismos complejos, como la creación del Comité Selecto Conjunto del Congreso de los Estados Unidos para la Reducción del Déficit (a veces llamado el "super comité"), opciones para una regla de oro presupuestaria y el secuestro de presupuesto automático. 

## Provisiones
Techo de la deuda:
- El techo de la deuda se incrementó en 400 mil millones de dólares inmediatamente.[2]
- El presidente podría solicitar un aumento adicional de 500 mil millones de dólares, sujeto a una moción de desaprobación del Congreso que el presidente puede vetar, en cuyo caso se necesitaría una mayoría de dos tercios en el Congreso para anular el veto. Esto se ha llamado el "mecanismo de McConnell" por el líder de la minoría del Senado, Mitch McConnell, quien lo sugirió por primera vez como parte de otro esquema.[3]
- El presidente podría solicitar un aumento final de 1.2 a 1.5 billones de dólares, sujeto al mismo procedimiento de desaprobación. La cantidad exacta depende de la cantidad de recortes en el plan del "supercomité" si pasa el Congreso, y si se ha enviado una regla de oro presupuestaria a los estados.[4]

Reducción del déficit:
- El gasto se redujo más que el aumento del límite de deuda. No se incluyeron en el proyecto de ley aumentos de impuestos u otras formas de aumento de los ingresos por encima de la ley actual.[5]
- El proyecto de ley especificaba directamente 917.000 millones de dólares de recortes a lo largo de 10 años a cambio del aumento inicial del límite de la deuda de 900.000 millones de dólares. Esta es la primera entrega ("tramo") de los recortes, 21 mil millones de dólares se aplicarán en el presupuesto del año fiscal 2012.[3]
- Además, el acuerdo estableció el Comité Conjunto Selecto de Reducción del Déficit, a veces llamado "super comité",[1] para producir una legislación de reducción del déficit para el 23 de noviembre de 2011, que sería inmune a las enmiendas o al filibustero (similar al Reajuste y Cierre de la Base).[6] El objetivo de la legislación era recortar al menos 1,5 billones de dólares en los próximos 10 años y ser aprobada el 23 de diciembre de 2011. Los ingresos proyectados de la legislación del comité no podían exceder la línea de base de presupuestación de ingresos producida por la ley actual. (La ley actual tiene los recortes de impuestos de Bush que expiran a finales de 2012.) El comité tendría 12 miembros, 6 de cada partido.
- El acuerdo también especificaba un incentivo para que el Congreso actuara. Si el Congreso no produce un proyecto de ley de reducción del déficit con al menos 1,2 billones de dólares en recortes, entonces el Congreso podría conceder un aumento de 1,2 billones de dólares en el techo de la deuda, pero esto provocaría recortes generalizados ("secuestraciones"), como el 2 de enero de 2013.[4] Estos recortes se aplicarían a los gastos obligatorios y discrecionales en los años 2013 a 2021 y serían de una cuantía igual a la diferencia entre 1,2 billones de dólares y el importe de la reducción del déficit promulgada por el comité conjunto. Habría algunas excepciones: las reducciones se aplicarían a los proveedores de Medicare, pero no a la Seguridad Social, Medicaid, la paga de los empleados civiles y militares, o a los veteranos. Los beneficios de Medicare se limitarían a una reducción del 2%.[7]

Como se imaginó originalmente, estos límites afectarían igualmente los programas de seguridad y los que no son de seguridad. Los programas de seguridad incluirían el Departamento de Defensa de Estados Unidos, El Departamento de Seguridad Nacional de Estados Unidos, El Departamento de Asuntos de los Veteranos de Estados Unidos, La Administración Nacional de Seguridad Nuclear, algunas funciones de gestión de la comunidad de inteligencia y asuntos internacionales del Departamento de Estado de Estados Unidos. Sin embargo, debido a que el Comité de Selección Conjunta no informó ninguna legislación al Congreso, la ley restableció estos límites a las categorías de defensa (esencialmente Departamento de Defensa de Estados Unidos) y no defensa. Este se convirtió en uno de los elementos importantes del abismo fiscal.
Enmienda de presupuesto equilibrado:
- Se requirió que el Congreso votara una regla de oro presupuestaria entre el 1 de octubre de 2011 y finales de 2011,[4] pero no se requiere se apruebe y envíe a los estados para que ocurran los aumentos del límite de deuda. (Esto es diferente a la Ley de Corte, Límite y Equilibrio propuesta anteriormente, que no fue promulgada, que habría requerido que el Congreso aprobara tal enmienda).[3]

Otras provisiones:
- Se aumentó la financiación de Pell Grant, pero se recortó otra ayuda financiera. Los estudiantes graduados y profesionales ya no eran elegibles para préstamos con intereses subsidiados. Los incentivos de reembolso también se eliminaron después del 1 de julio de 2012.[11]
- La Sección 106 de la Ley de Control Presupuestario modifica la Ley de Presupuesto del Congreso de 1974 para proporcionar un presupuesto del Senado para dos años, adoptando por ley lo que generalmente sería una Resolución concurrente. El presidente del Comité de Presupuesto del Senado lo explica en este video .

## Historia legislativa

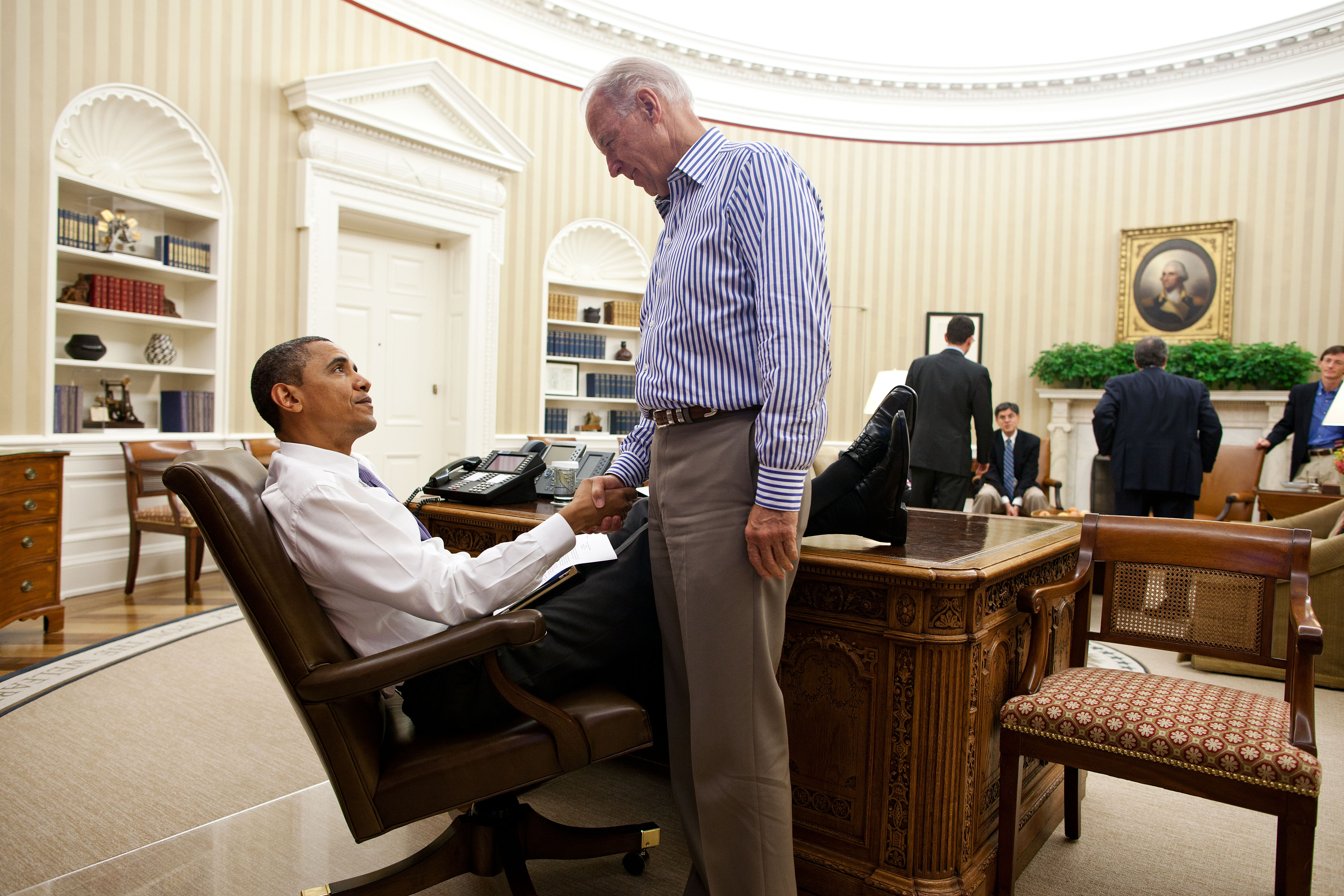
El vicepresidente Biden se dio la mano y felicitó al presidente Obama inmediatamente después de una llamada entre el presidente y el presidente Boehner en la que llegaron a un acuerdo para la Ley de Control Presupuestario, el 31 de julio de 2011.

Voto de la Cámara por distrito del Congreso.
Democratic yea

El proyecto de ley fue la última oportunidad en una serie de propuestas para resolver la crisis del techo de deuda de los Estados Unidos de 2011, que presentó divisiones amargas entre las partes y también divisiones pronunciadas dentro de ellas. Las ideas anteriores incluían el Obama-Boehner con 4 billones de "Grand Bargain", la <i>Ley de corte, límite y equilibrio</i> republicano de la Cámara de Representantes, y el "Plan B" de McConnell-Reid. Finalmente, todos no lograron obtener suficiente apoyo político general o específico del Congreso para pasar a la ley, ya que la medianoche del 2 de agosto de 2011, fecha límite para un incumplimiento soberano estadounidense sin precedentes, estaba próxima.
La solución provino del Director del Consejo Económico Nacional de la Casa Blanca, Gene Sperling, quien, el 12 de julio de 2011, propuso un desencadenante obligatorio que entraría en vigor si no se llegaba a otro acuerdo sobre aumentos de impuestos y / o recortes presupuestarios iguales o mayores que el aumento del techo de la deuda previsto. 
En última instancia, la intención del secuestro era asegurar el compromiso de ambas partes para la negociación futura mediante un mecanismo de aplicación que sería desagradable para los republicanos y los demócratas por igual. El presidente Obama aceptó el plan. El presidente de la Cámara de Representantes, John Boehner, expresó reservas, pero estuvo de acuerdo.
El 26 de julio de 2011, el director de Presupuesto de la Casa Blanca, Jack Lew, y el director de Asuntos Legislativos de la Casa Blanca, Rob Nabors, se reunieron con el Líder de la Mayoría del Senado Harry Reid para discutir el plan. Reid, como Boehner varios días antes, se opuso inicialmente a la idea, pero finalmente la aceptó, con el entendimiento de que el secuestro de presupuesto estaba destinado a ser una herramienta de aplicación y no un verdadero presupuesto.
En la tarde del 31 de julio de 2011, Obama anunció que los líderes de ambos partidos en ambas cámaras habían alcanzado un acuerdo que reduciría el déficit y evitaría el incumplimiento. El mismo día, el presidente de la Cámara de Representantes, John Boehner, describió el acuerdo para los republicanos de la Cámara. Un elemento clave en el acuerdo alcanzado y el estancamiento que se rompió a principios de esa tarde fue la capacidad del vicepresidente estadounidense Joe Biden de negociar con su colega del Senado de 25 años, el líder de la minoría del Senado Mitch McConnell. Biden había pasado la mayor parte del tiempo negociando con el Congreso sobre la cuestión de la deuda de cualquiera en la administración, y McConnell lo había visto como el más confiable.  
| Votar por partido | Sí  | No  | Nevada | Total |
| ----------------- | --- | --- | ------ | ----- |
| Demócratas        | 95  | 95  | 3      | 193   |
| Republicanos      | 174 | 66  | 0 0    | 240   |
| Total             | 269 | 161 | 3      | 433   |

### Voto de la cámara
La Cámara aprobó la Ley de Control Presupuestario el 1 de agosto de 2011 por una votación de 269–161, 174 republicanos y 95 demócratas votaron a favor, mientras que 66 republicanos y 95 demócratas votaron en contra.
| Votar por partido | Sí | No  | Nevada | Total |
| ----------------- | -- | --- | ------ | ----- |
| Demócratas        | 45 | 6 6 | 0 0    | 51    |
| Republicanos      | 28 | 19  | 0 0    | 47    |
| Independientes    | 1  | 1   | 0 0    | 2     |
| Total             | 74 | 26  | 0 0    | 100   |

El presidente de la Cámara de Representantes, Boehner, anunció que obtuvo "98% de lo que quería" en el acuerdo.

### Voto del senado

Voto del senado por estado.
Both yes

El Senado aprobó la Ley el 2 de agosto de 2011 con un resultado de 74–26, 6 demócratas y 19 republicanos votaron en contra.

### Firma presidencial
El presidente Obama firmó el proyecto de ley poco después de su aprobación por el Senado. Al hacerlo, el presidente dijo: "¿Es este el trato que hubiera preferido? No. Pero este compromiso supone un inicio de la reducción del déficit que necesitamos, y le da a cada parte un fuerte incentivo para lograr un plan equilibrado antes de fin de año".

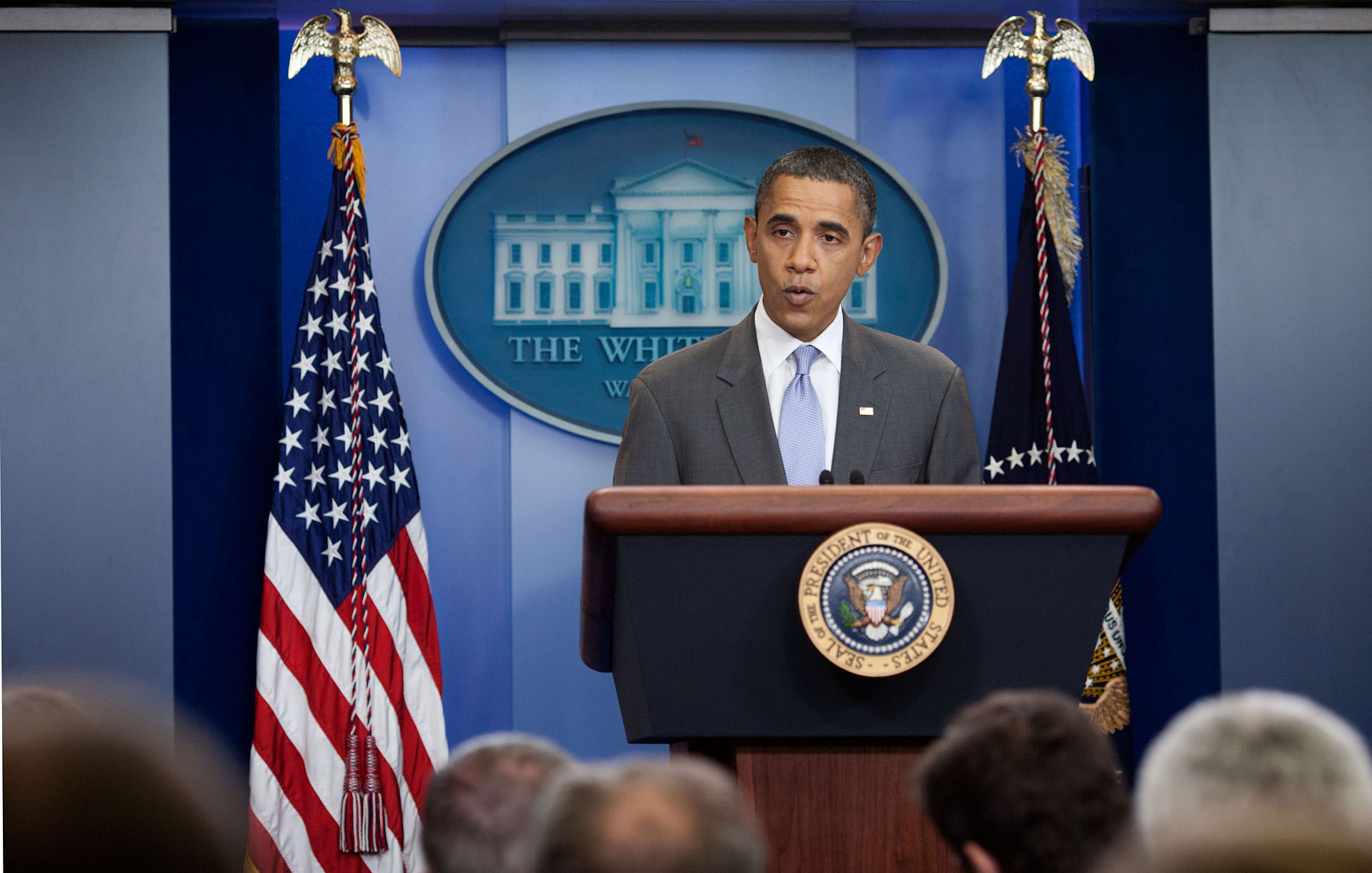
El presidente Obama anunció públicamente el acuerdo del techo de la deuda en la noche del 31 de julio de 2011; El Congreso comenzó a votar al día siguiente.

## Votos contingentes
La Ley de Control Presupuestario elevó de inmediato el límite de la deuda a 14.694 billones. En octubre de 2011, el presidente solicitó un aumento de 500 mil millones, a 15.194 billones de dólares. Una moción en el Senado para obtuvo 45-52 en la votación, por lo que se aprobó el aumento. 
El 18 de noviembre de 2011, la regla de oro presupuestariano avanzó en la Cámara: 261–165, 23 votos menos que la mayoría necesaria de 2/3. El 14 de diciembre de 2011, dos propuestas de enmiendas presupuestarias fracasaron en el Senado, 21-79 y 47-53.
El 21 de noviembre de 2011, el Comité Selecto Conjunto para la Reducción del Déficit anunció que no podía avanzar ninguna legislación al Congreso, emitiendo una declaración que comenzó con lo siguiente: "Después de meses de arduo trabajo e intensas deliberaciones, hemos llegado a la conclusión de que no será posible poner a disposición del público ningún acuerdo bipartidista antes de la fecha límite prevista por el comité ".
En enero de 2012, la deuda de los Estados Unidos alcanzó el nuevo límite de 15.194 billones y el Tesoro comenzó a utilizar medidas extraordinarias una vez más. El presidente solicitó el aumento final, a 16.394 billones. El 18 de enero de 2012, la Cámara desaprobó el segundo aumento del límite de la deuda en una votación de 239-176. La medida no se aprobó en el Senado y el límite de la deuda se aumentó el 27 de enero.

## Impactos proyectados y conocidos

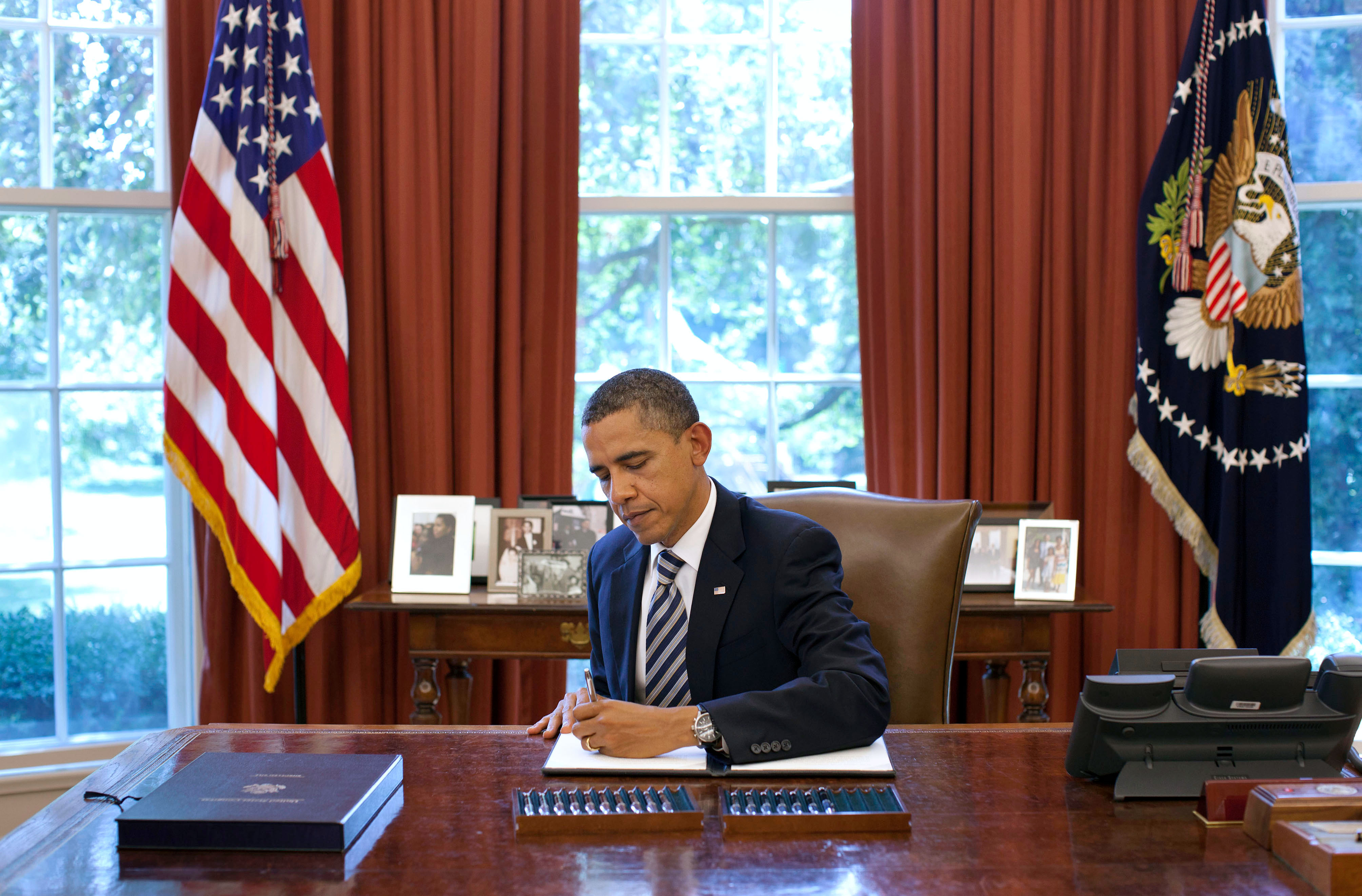
La aprobación del proyecto de ley por parte del Congreso le dio al presidente Obama la oportunidad de firmar la Ley de Control Presupuestario, lo que hizo el 2 de agosto de 2011.

La ley en realidad no reducirá la deuda nominal de los Estados Unidos durante el período de 10 años. Pero reduciría el crecimiento real (ajustado a la inflación) de la deuda, al reducir el gasto federal real (el monto del gasto con inflación incluida). Sin embargo, cada plan aumentará o mantendrá un gasto nominal constante. Esto se debe en parte a que los recortes debidos a la ley no reducirán el gasto federal en dólares contemporáneos, sino que reducirán los aumentos anuales en el gasto de lo que se había anticipado anteriormente. Incluso con la desaceleración, se proyectaba que tanto el gasto federal como la deuda crecerían más rápido que la economía de EE. UU., Debido a los efectos de la curva de costo de la atención médica, que la ley no aborda. Sin embargo, se espera que una junta de reducción de costos independiente creada por la Ley de Protección al Paciente y Cuidado de Salud Asequible comience a reducir el gasto en salud per cápita una vez que se implemente en 2014. 
El debate sobre el proyecto de ley fue impulsado por la insistencia de los republicanos en los recortes de gastos como condición para acordar elevar el techo de la deuda. Esto generó preocupación debido a la relación con lademanda agregada y el desempleo. Como dijo Patrick Lunsford, editor sénior de insideARM.com en un blog de la revista Forbes, "cuando se recorta el gasto público, se pierden empleos y la demanda del consumidor cae". Al analizar el proyecto de ley específico que surgió, el Instituto de Política Económica declaró: "Los recortes de gastos en 2013 y la imposibilidad de continuar con dos apoyos clave para la economía (la exención del impuesto sobre la nómina y los beneficios de emergencia por desempleo para los desempleados de larga duración) podrían generar aproximadamente 1.8 millones de empleos menos en 2013, en relación con la política presupuestaria actual". La mayoría de los 900 mil millones en el primer tramo de recortes ocurren en años futuros y, por lo tanto, no eliminarán una demanda agregada significativa de la economía en el año actual y el siguiente. Solo 25 mil millones en gastos discrecionales federales deben eliminarse para 2012. Con respecto a los recortes generales, estos entrarán en vigencia el 2 de enero de 2013, a menos que los republicanos en la Cámara de los Estados Unidos puedan acordar un sustituto con el presidente demócrata y el Senado de los Estados Unidos. 
La aprobación de la Ley de Control Presupuestario de 2011 no fue suficiente para evitar, tres días después, que Standard & Poor's rebajara la calificación crediticia de la nación por primera vez en la historia de la empresa, de "AAA" (más alto) a "AA +" (segundo más alto). Dijeron que eran "pesimistas sobre la capacidad del Congreso y la administración para poder aprovechar su acuerdo esta semana en un plan de consolidación fiscal más amplio que estabilice la dinámica de la deuda del gobierno en el corto plazo". (El Departamento del Tesoro de los Estados Unidos señaló un error de 2 billones en el cálculo de Standard & Poor's en la reducción del déficit de diez años bajo la Ley, y comentó: "La magnitud de este error - y la prisa con la que S&P cambió su razón principal para la acción cuando se presentó con este error, plantea preguntas fundamentales sobre el credibilidad e integridad de la acción de calificación de S&P ". ) S&P ha disputado parcialmente este reclamo de error, argumentando que no es tan sustancial como afirma el Departamento del Tesoro, declarando: "Al tomar un horizonte a más largo plazo de 10 años, el nivel de deuda neta del gobierno general de los Estados Unidos con los supuestos actuales sería 20.1 billones (85% del PIB de 2021). Con los supuestos originales, se proyectaba que el nivel de deuda sería de 22.1 billones (93% del PIB de 2021)". Además, afirman que utilizaron una tasa de inflación del gasto de solo el 5 por ciento en sus cálculos, que en realidad es inferior a la tasa de inflación del gasto del 7 por ciento que supone la Ley de Control de Presupuestos de 2011. Mientras que las otras dos agencias de calificación crediticia (Fitch y Moody) mantuvieron la calificación estadounidense en AAA, sí cambiaron la perspectiva de calificación de "estable" a "negativa". 

### Impactos de despidos y elecciones de 2012
Una ley federal de 1988 requiere que la mayoría de los empleadores de los Estados Unidos con 100 o más empleados proporcionen una notificación anticipada de sesenta días, de cierres de plantas y despidos masivos de empleados. Con las reducciones programadas de secuestro de presupuesto en el gasto federal requeridas por la Ley de Control Presupuestario de 2011 que entrarán en vigencia el 2 de enero de 2013, varias compañías estadounidenses con grandes contratos federales comenzaron a discutir públicamente en el verano de 2012 los despidos necesarios que se requerirían para alinear su fuerza laboral con las reducciones en el gasto federal.
A mediados de septiembre se emitió un informe de la Casa Blanca de 394 páginas en el que se detallaban los recortes de miles de millones de dólares que serían necesarios en enero de 2013 a menos que se modifique la ley estadounidense antes de esa fecha.
Algunas compañías han declarado públicamente que no enviarían los avisos requeridos, de acuerdo con las garantías de la Casa Blanca, a pesar de no haber cambios en la ley federal subyacente. En octubre de 2012, Lockheed Martin anunció que no enviaría cartas de la Ley de Notificación de Ajuste y Reciclaje de Trabajadores en 2012 en previsión de recortes de secuestro. Además, en septiembre de 2012, la Administración de Obama emitió un informe que indica que el secuestro de presupuesto es una mala política y que el Congreso puede y debe tomar medidas para evitarlo al aprobar un paquete de reducción de déficit integral y equilibrado.

### Secuestro de defensa
Después de varios meses de negar que planearían la implementación de los recortes de secuestro de presupuesto, el Departamento de Defensa de Estados Unidos finalmente comenzó la planificación en diciembre de 2012, con menos de un mes para el final. La naturaleza de los recortes presupuestarios ha tenido el impacto más significativo en las cuentas de Operaciones y Mantenimiento (O&M), particularmente para el entrenamiento y la preparación de las unidades de combate durante su ciclo "en casa" entre los despliegues en el extranjero. Por ejemplo, a partir del 17 de abril de 2016, de los 276 aviones de combate McDonell Douglas F/A-18 Hornet en el inventario del Cuerpo de Marines de los Estados Unidos, solo alrededor del 30% estaban listos para volar, según las estadísticas proporcionadas por el Cuerpo de Marines. Del mismo modo, solo 42 de los 147 helicópteros Sikorsky CH-53E Sea Stallion eran aptos para el vuelo.

## Desarrollos posteriores
El inicio del secuestro de presupuesto se retrasó del 2 de enero de 2013 al 1 de marzo de 2013 por la Ley de Ayuda al Contribuyente Estadounidense de 2012, que fue aprobada por ambas cámaras del Congreso el 1 de enero de 2013 como una resolución parcial a la crisis del abismo fiscal. El proyecto de ley también redujo el límite de secuestro para 2014 para compensar el retraso de dos meses en 2013. Además, solo para 2013, se incluyeron ciertos fondos de "seguridad", como la seguridad nacional y los asuntos internacionales, en el recorte de secuestro para disminuir los recortes en defensa.
En diciembre de 2013, la Ley de Presupuesto Bipartidista de 2013 aumentó los límites de secuestro de presupuesto para los años fiscales 2014 y 2015 en 45 mil millones y 18 mil millones, respectivamente, a cambio de extender la imposición de los recortes al gasto obligatorio en 2022 y 2023, y ahorros varios en otras partes del presupuesto.